# Machupicchu

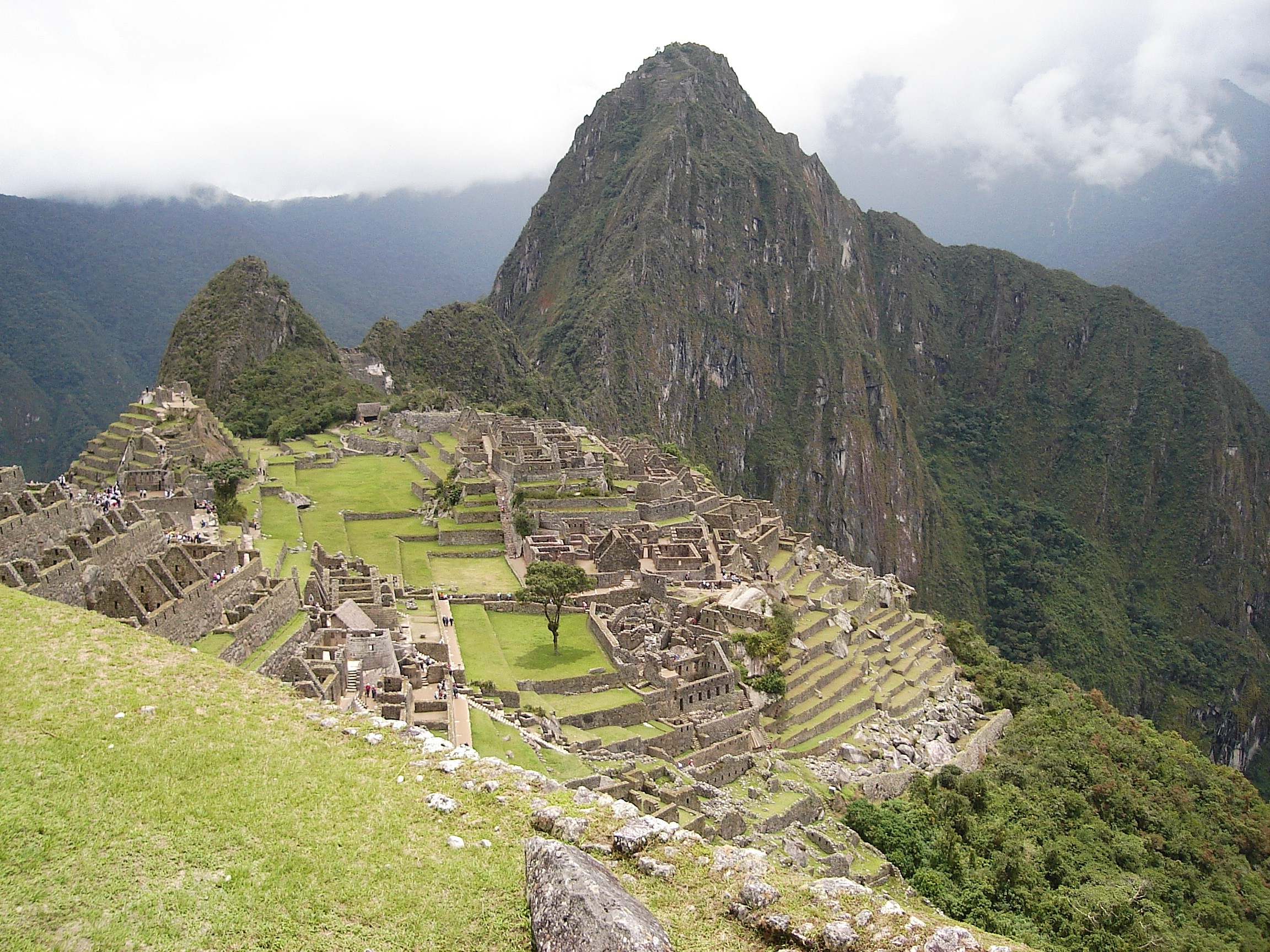
Uitzicht op Machu Picchu.

Machupicchu is een van de zeven districten van de Peruaanse provincie Urubamba.
De belangrijkste plaats is Aguas Calientes, waarvandaan de oude Incastad Machu Picchu bereikbaar is.